# TuxBox
TuxBox byl v letech 2000–2001 projekt, jehož cílem byl vývoj programového vybavení na bází operačního systému Linux pro přijímače digitálního televizního vysílání DBox2. V rámci projektu TuxBox vznikla nejméně 3 uživatelská rozhraní – Neutrino, Lcars a Enigma. Na projekt navázala firma Dream Multimedia, která pro své přijímače Dreambox vyvinula v roce 2006 novou verzi programu Enigma nazývanou Enigma2. Tím byl určen další směr vývoje; zatímco vývoj rozhraní Neutrino zůstal omezen na malý okruh nadšenců a Lcars si lze připomenout jen skinem pro Enigmu2, rozhraní Enigma2 používají linuxové přijímače digitálního televizního vysílání, které po roce 2020 vyrábí několik výrobců (např. Formuler, GigaBlue, Octagon, Opticum, Unibox, Vu+, Zgemma) ve verzích pro satelitní, kabelové, IPTV i pozemní vysílání, včetně jejich kombinací; kromě softwaru, se kterým jsou přijímače prodávány, lze do nich nainstalovat diskové obrazy vyvíjené přibližně 20 týmy, které se kromě ovládání liší různými dodávanými rozšířeními.